# زیردریایی آی-۳۰
زیردریایی آی-۳۰ (به انگلیسی: Japanese submarine I-30) یک زیردریایی بود که طول آن ۳۵۶ فوت ۶ اینچ (۱۰۸٫۶۶ متر) بود. این زیردریایی در سال ۱۹۴۰ ساخته شد.